# Гросс, Маркус
Маркус Гросс (род. 28 сентября 1989, Гёрлиц) — немецкий спортсмен по гребле на байдарках и каноэ. Принимает участие в соревнованиях по гребле на байдарках и каноэ с конца 2000-х годов.

## Спортивные достижения
В 2009 году Маркус Гросс завоевал бронзовую медаль в дисциплине К-2 на дистанции 500 м на чемпионате мира по гребному слалому, организованном Международной федерацией каноэ в Дартмуте.
На летних Олимпийских играх 2012 выступал в дисциплине К-4 (байдарка-четверка) на дистанции 1000 метров, заняв 4-е место в командных соревнованиях.
На чемпионате Европы 2013 завоевал два золота в дисциплине К-2 на дистанции 500 и 1000 метров, на чемпионате Европы 2014 в Брандербурге завоевал золото в дисциплине К-2 на дистанции 1000 метров.
В июне 2015 года выступал на первых европейских играх в соревнованиях по гребле на байдарках и каноэ в дисциплине мужчины К-2 на дистанции 1000 м с напарником Максом Рендшмидтом. Спортсмены завоевали серебряную медаль.
Гросс представлял Германию на летних играх 2016 года, где завоевал с напарником две золотые медали в дисциплинах К-2 1000 м и К-4 1000 м.